# Gösta Arvidsson
Gösta Åke Wilhelm Arvidsson (ur. 21 sierpnia 1925 w Falköping, zm. 16 lutego 2012 w Skövde) – szwedzki lekkoatleta, kulomiot.
Podczas igrzysk olimpijskich w Londynie (1948) zajął 5. miejsce z wynikiem 15,37.
W 1950 zajął 9. miejsce w mistrzostwach Europy.

## Rekordy życiowe
- Pchnięcie kulą – 15,92 (1948)